# Florence Arthaud
Florence Arthaud (Boulogne-Billancourt, 28 de octubre de 1957-Argentina, 9 de marzo de 2015) fue una navegante francesa.
Hija de Jacques Arthaud —director de la casa editorial Arthaud durante los años 1970, donde publicó entre otros los libros de Bernard Moitessier y Éric Tabarly, también grandes navegantes—, Florence Arthaud comenzó desde muy joven a navegar con su padre y su hermano Jean-Marie, y aprendió a navegar en el club de navegación de Antibes. En 1974, a los 17 años, sufre un grave accidente de coche, atravesando un periodo de coma y parálisis. Pasa seis meses en el hospital, y dos años más de convalecencia, con la ayuda del padre Michel Jaouen.
En aquel entonces, realiza su primera travesía del Atlántico a los 18, con Jean-Claude Parisis.
Florence Arthaud participa en la carrera Route du Rhum desde su primera edición, en 1978, y logra el 11º lugar. En 1986,  interrumpe la carrera para lanzarse a la ayuda del navegante Loïc Caradec. Encuentra el catamarán Royale, pero ningún rastro del marinero. En agosto de 1990, con el barco Pierre Ier de Serbie, compite por el récord de la travesía del Atlántico Norte con vela en solitario. En 9 días 21 horas y 42 minutos, mejora la performancia de casi dos días. En noviembre de ese mismo año, gana la Route du Rhum, en 14 días 10 horas y 10 minutos.
En 1997, Florence Arthaud gana la carrera Transpacifica con Bruno Peyron, y compite en la carrera solitaria del Figaro.
En 1993, tiene una hija Marie, cuyo padre es Loïc Lingois, navegante profesional. En 2005 se casa con Éric Charpentier, pero su matrimonio no funciona. También fue compañera del navegante Philippe Monnet. En su autobiografía, publicada en 2009, Florence no esconde nada de sus problemas con el alcohol. 
El 29 de octubre de 2011, cae de su barco en plena noche cerca de la isla de Córcega. Teniendo por suerte una pequeña lámpara y su teléfono móvil a prueba de agua, logra llamar a su madre que informa su hermano. Es rescatada tres horas y veinte minutos después de su llamada gracias a la geolocalización de su teléfono y llevada al hospital de Bastia, en Córcega.
Un accidente aéreo acabó con su vida y la de nueve personas más al colisionar dos helicópteros en la provincia de La Rioja en Argentina, el 9 de marzo de 2015.